# Chelonus vitiensis
Chelonus vitiensis är en stekelart som beskrevs av Turner 1919. Chelonus vitiensis ingår i släktet Chelonus och familjen bracksteklar. Inga underarter finns listade i Catalogue of Life.